# Ciążeń
Ciążeń (prononciation : [ˈt͡ɕɔ̃ʐɛɲ]) est un village polonais de la gmina de Lądek dans le powiat de Słupca de la voïvodie de Grande-Pologne dans le centre-ouest de la Pologne.
Il se situe à environ 7 kilomètres à l'ouest de Lądek (siège de la gmina), à 10 kilomètres au sud de Słupca (siège du powiat) et à 65 kilomètres à l'est de Poznań (capitale régionale).
Le village possédait une population de 1 300 habitants en 2006.

## Histoire

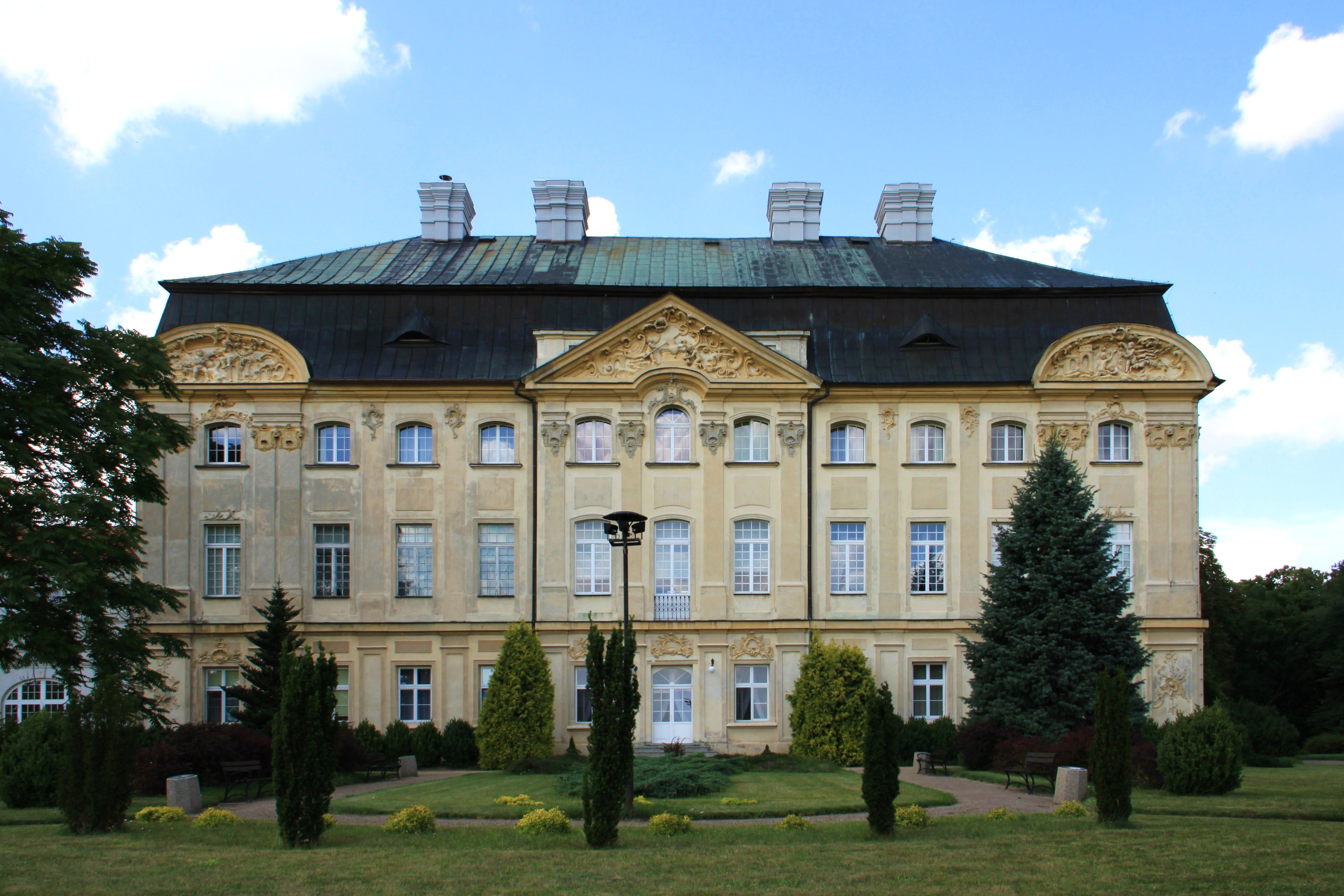
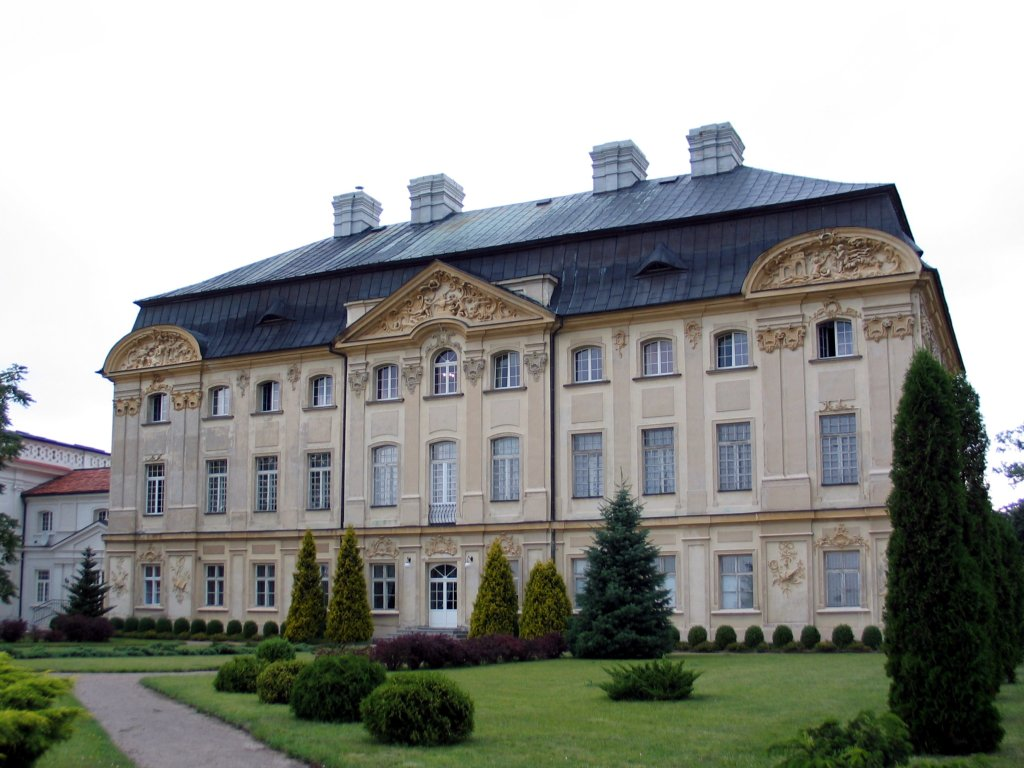

De 1975 à 1998, le village faisait partie du territoire de la voïvodie de Konin.

Depuis 1999, Ciążeń est situé dans la voïvodie de Grande-Pologne.